# Fleur Pellerin
Pour les articles homonymes, voir Pellerin et Kim Jong-suk (homonymie).
Fleur Pellerin, née le 29 août 1973 à Séoul (Corée du Sud), est une  femme d'affaires, ancienne femme politique et haute fonctionnaire française.
Conseillère référendaire à la Cour des comptes de 2003 à 2016 et présidente du Club XXIe siècle de 2010 à 2012, ministre déléguée aux PME, à l'Innovation et à l'Économie numérique dans les deux gouvernements Jean-Marc Ayrault du 16 mai 2012 au 2 avril 2014, elle est nommée secrétaire d'État chargée du Commerce extérieur, du Développement du tourisme et des Français de l'étranger dans le premier gouvernement Manuel Valls, le 9 avril 2014.
Elle est ministre de la Culture et de la Communication dans le deuxième gouvernement de Manuel Valls du 26 août 2014 au 11 février 2016. Quelques mois après son départ du gouvernement, elle quitte la haute fonction publique pour rejoindre le secteur privé en prenant la tête d'un fonds d'investissement.

## Biographie

### Jeunesse et études
Fleur Pellerin naît sous le nom de Kim Jong-sook (김종숙) le 29 août 1973 à Séoul, en Corée du Sud. Abandonnée dans les rues de Séoul trois ou quatre jours après sa naissance,, puis envoyée dans un orphelinat, elle est ensuite adoptée, en février 1974, à l'âge de six mois, par une famille française et devient « Fleur Pellerin ».
Elle grandit à Montreuil, en Seine-Saint-Denis, puis à Versailles, dans les Yvelines.
Élève au lycée franco-allemand de Buc (académie de Versailles), elle est titulaire du baccalauréat scientifique et de l'Abitur obtenus à l'âge de seize ans. Elle intègre les classes préparatoires commerciales d'Ipesup.
Admise à l'École supérieure des sciences économiques et commerciales (ESSEC), elle en sort diplômée à vingt et un ans. Elle poursuit ses études à l'Institut d'études politiques de Paris, où elle choisit alors la section Service public, dont elle est diplômée en 1996. À vingt-quatre ans, elle réussit le concours externe d'entrée à l'École nationale d'administration (ENA), et devient alors élève de la promotion Averroès (1998-2000) aux côtés d'Alexis Kohler, Audrey Azoulay, Julien Bargeton ou Nicolas Kazadi.
Fleur Pellerin maîtrise l’anglais, l’allemand, possède quelques notions de japonais et apprend le coréen — « laborieusement », selon ses propres termes.
Fleur Pellerin vit à Montreuil et est mariée à Laurent Olléon, rapporteur public au Conseil d'État puis directeur de cabinet adjoint de la ministre de la Fonction publique, de la Décentralisation et de la Réforme de l'État Marylise Lebranchu,. Elle a un enfant, né en 2004 d'une première relation.

### Engagements associatifs
Fleur Pellerin rejoint en 2007 le Club XXIe siècle et devient également administratrice des Entretiens de l'excellence et de la Fondation Royaumont. Elle est présidente du Club de 2010 à 2012, date à laquelle elle quitte ses fonctions pour se consacrer à la campagne présidentielle de François Hollande. En parallèle, elle est administratrice nationale d'Unis-Cité et de Solidarité Sida à partir de 2010.

## Carrière dans la haute fonction publique

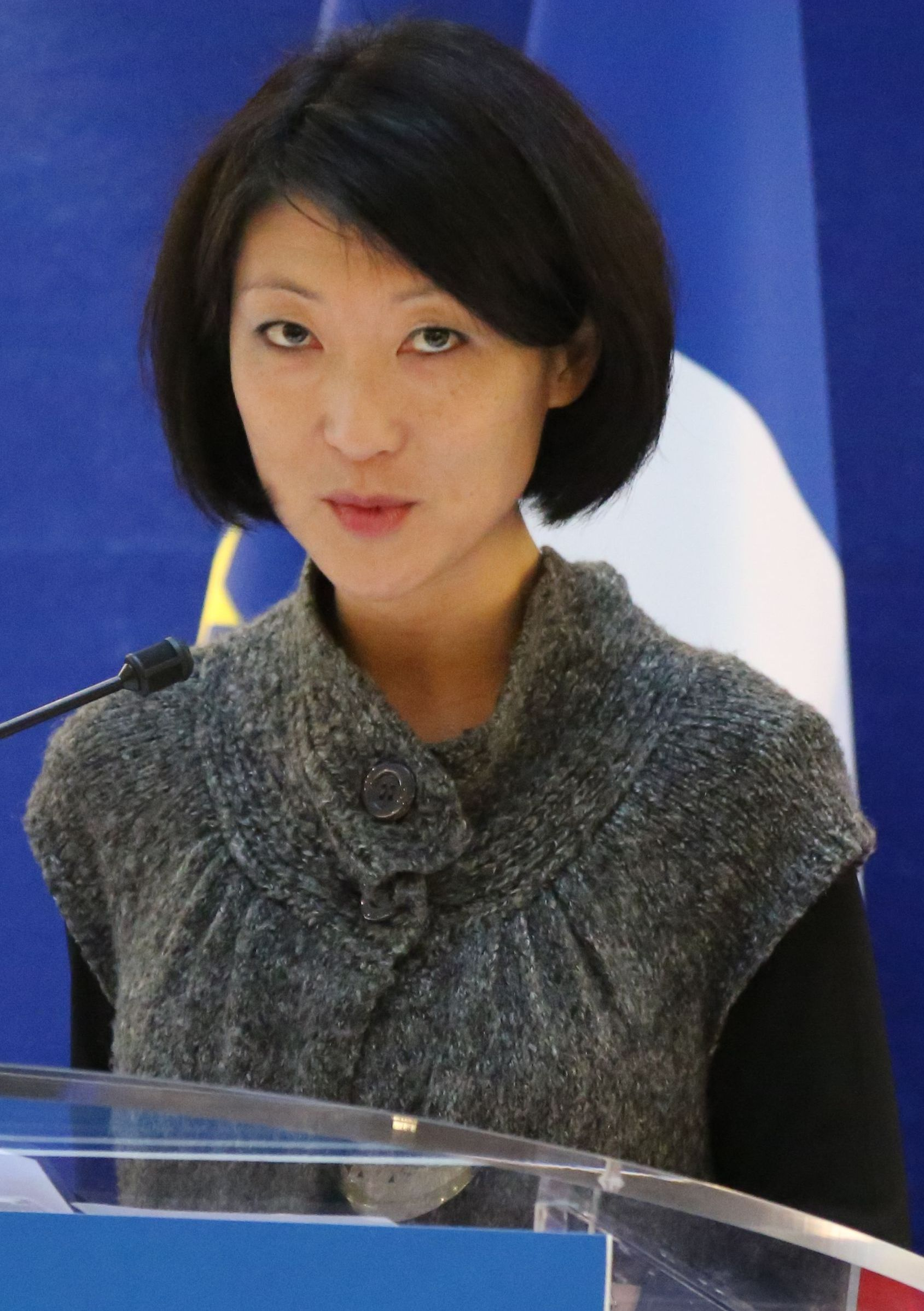
Fleur Pellerin lors de l'installation du nouveau Conseil national du numérique, le 18 janvier 2013.

### Magistrate à la Cour des comptes
A sa sortie à l'ENA, elle devient magistrate à la Cour des comptes. Elle devient conseillère référendaire de 2003 à 2016, date à laquelle elle présente sa démission.
Elle est affectée à la troisième chambre, chargée notamment de l'éducation, de la culture et de la recherche, ainsi que de l'audiovisuel.
Parallèlement, de 2001 à 2006, elle est auditrice externe pour l'ONU en Irak, à New York et à Genève. De la même manière, elle est nommée en 2007 rapporteur de la Commission de déontologie de la fonction publique.

### Autres fonctions exercées
[Quand ?] Fleur Pellerin est conférencière-intervenante à l'ENA. En 2006, elle est corédactrice du Bulletin annoté des Lois et Décrets aux publications Paul Dupont. Durant son passage dans le secteur privé de 2008 à 2009, elle exerce la fonction de directrice associée du cabinet Tilder, un cabinet de conseil en communication, relations media et communication de crise. Dans le cadre de sa fonction de présidente du Club XXIe siècle, elle devient membre du Comité permanent diversité du groupe France Télévisions.

## Carrière politique

### Débuts
Fleur Pellerin rejoint l'équipe de campagne de Lionel Jospin en 2002, sous l'autorité de Pierre Moscovici, dans une équipe de rédacteurs et d'experts. Ségolène Royal lui confie en 2007 la cellule chargée des relations avec la presse spécialisée. Elle est responsable du pôle « Société et Économie numériques », lors de la campagne de François Hollande, à l'élection présidentielle de 2012.

### Fonctions sous la présidence de François Hollande

#### Ministre déléguée chargée des PME, de l'Innovation et de l'Économie numérique

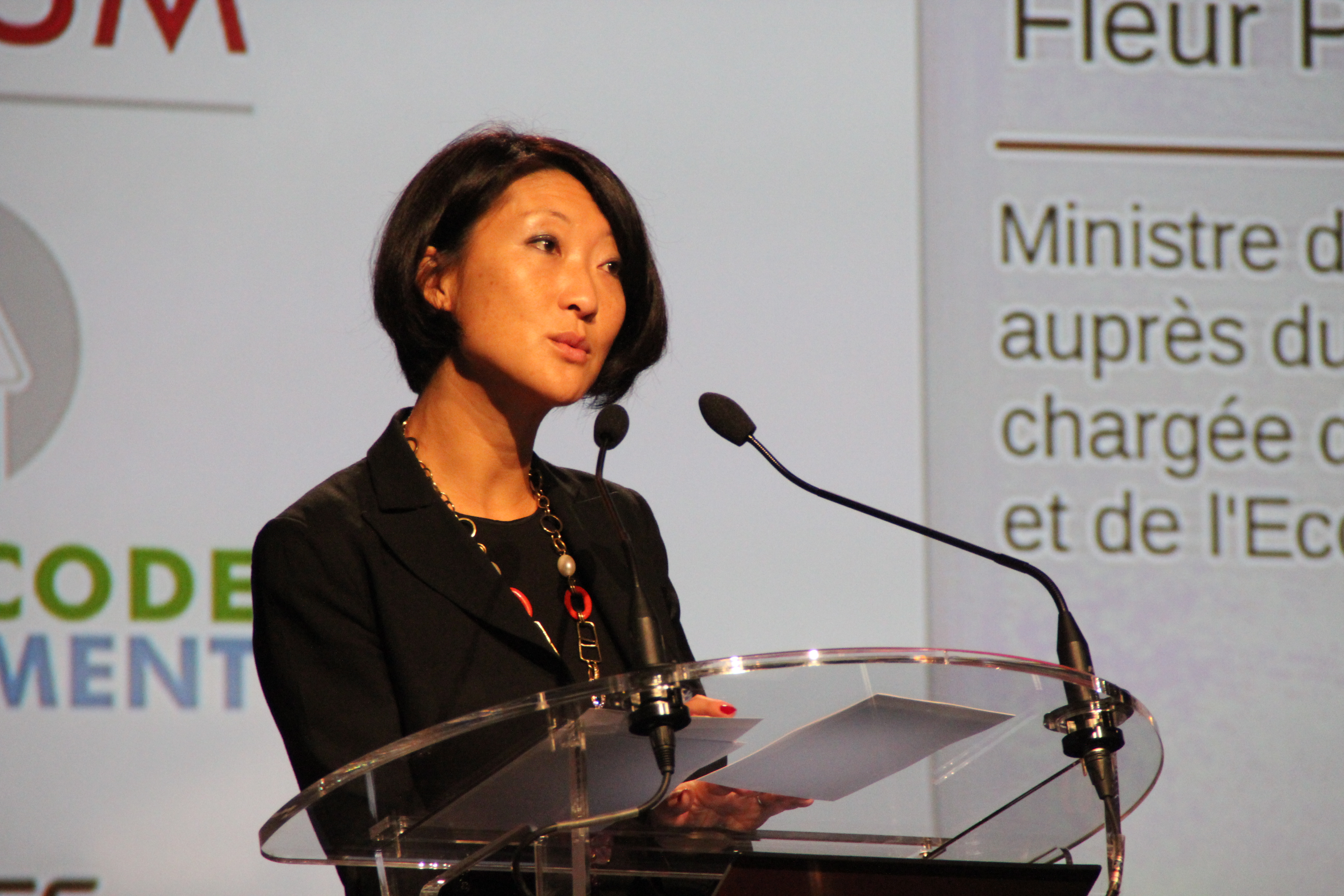
Fleur Pellerin en 2012, au Forum mondial du libre.

Le 16 mai 2012, Fleur Pellerin est nommée au gouvernement Jean-Marc Ayrault en tant que ministre déléguée chargée des PME, de l'Innovation et de l'Économie numérique, rattachée au ministère du Redressement productif. Reconduite le mois suivant dans le deuxième gouvernement Ayrault, elle est confrontée à une mobilisation des entrepreneurs d'Internet contre une hausse des taxes sur la cession de leurs entreprises, le « mouvement dit des « Pigeons » ». En réponse, elle s'appuie sur les assises de l’entrepreneuriat pour faciliter le financement participatif, l'innovation en entreprise, et encadrer la fiscalité des entrepreneurs. Elle cherche également à promouvoir le secteur numérique français à l'étranger en lançant le 27 novembre 2013, le label « French Tech » pour distinguer les métropoles françaises investissant dans le numérique. Il est accompagné d'une enveloppe de 215 millions d'euros pour promouvoir cette marque et soutenir les jeunes entrepreneurs.

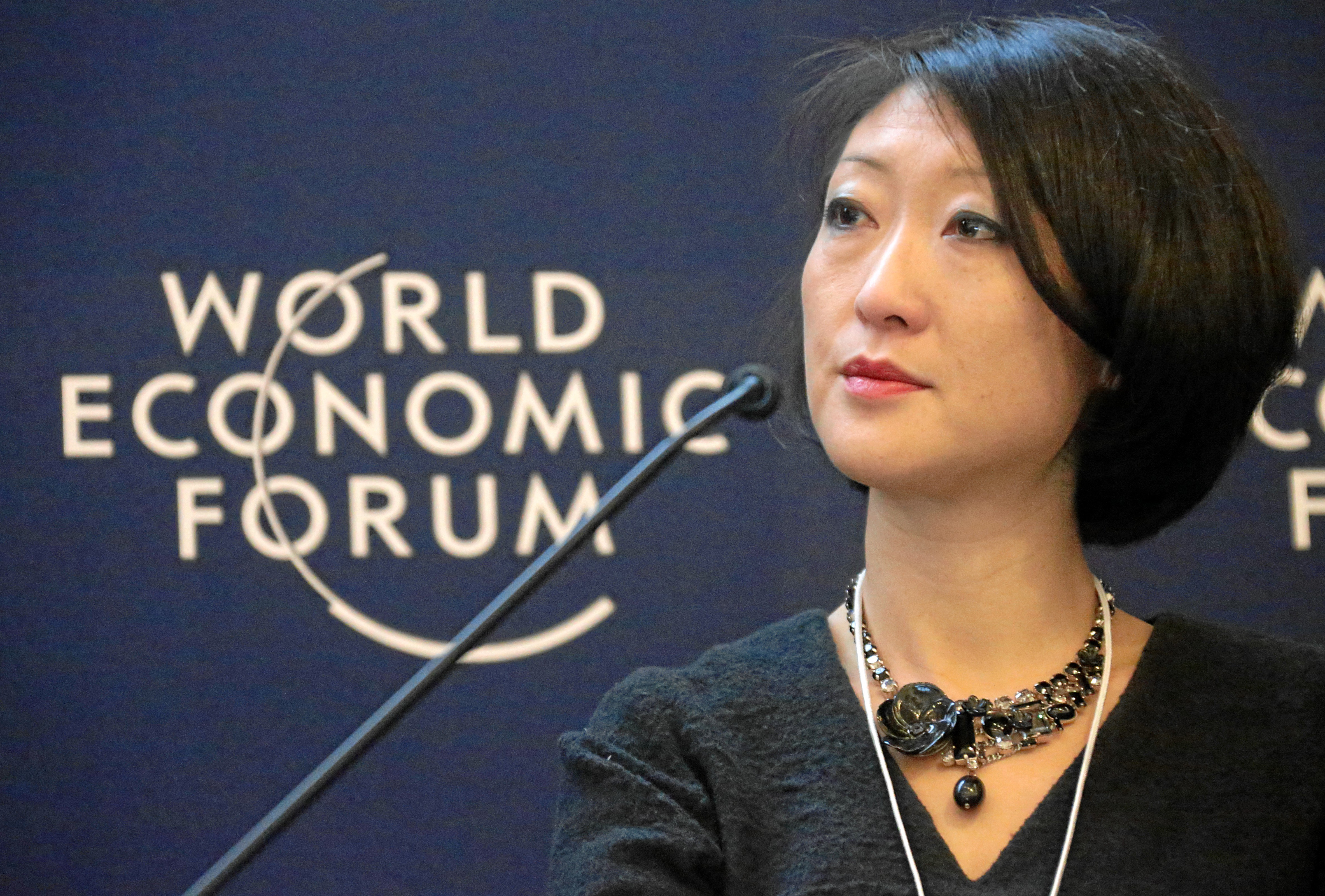
Fleur Pellerin au Forum économique mondial de Davos en 2013.

En opposition régulière avec son ministre de tutelle Arnaud Montebourg, notamment quant au rachat de Dailymotion par Yahoo!, au lancement de l'offre 4G par Free, et à la vente de SFR par Vivendi, elle perd son portefeuille le 2 avril 2014 au profit de celui-ci qui hérite d'un ministère regroupant économie, redressement productif et numérique,, ce que regrettent de nombreux entrepreneurs de l'Internet.

#### Secrétaire d'État chargée du Commerce extérieur, de la Promotion du tourisme et des Français de l'étranger
Le 9 avril 2014, Fleur Pellerin est nommée secrétaire d'État chargée du Commerce extérieur, de la promotion du Tourisme et des Français de l'étranger, dans le premier gouvernement Valls.

#### Ministre de la Culture et de la Communication
Le 26 août 2014, Fleur Pellerin est nommée ministre de la Culture et de la Communication dans le gouvernement Valls II.
Le 15 mai 2015, le ministère de la Culture et de la Communication amorce le projet de loi relatif à la liberté de la création, à l'architecture et au patrimoine (comprenant une meilleure répartition des droits entre les artistes interprètes et les maisons de disque, la transparence des recettes dans la filière du cinéma, la reconnaissance du statut des marionnettistes et des artistes de cirque, des dispositions sur les pratiques artistiques amateurs, l'accès des élèves boursiers aux écoles d'art ainsi qu'un volet sur l'architecture) ; le gouvernement saisit alors le Conseil économique, social et environnemental pour avis. Contrairement à Aurélie Filippetti, qui l'a précédée au poste de ministre de la Culture, Fleur Pellerin ne veut pas de définition positive du domaine public.
En novembre 2015, elle signe un décret qui harmonise les statuts des établissements publics relevant du ministère de la Culture : la nouvelle règle pour le poste de dirigeant est désormais un mandat de trois ans renouvelable deux fois, à l'exception des plus grands établissements (le Louvre, le Musée d'Orsay, le Centre Pompidou, le Château de Versailles et le Grand Palais), pour lesquels la durée maximum est de onze ans (premier mandat de cinq ans, puis deux mandats de trois ans maximum).
En novembre 2015, elle propose un décret visant à étendre les aides à la presse à une cinquantaine de titres supplémentaires. Elle pose pour condition que la publication n'ait pas été condamnée pour racisme, antisémitisme ou incitation à la haine ou à la violence au cours des cinq dernières années, ce qui exclut automatiquement certains titres de presse tels Valeurs actuelles, Minute ou Rivarol. Pour Yves de Kerdrel, directeur de la publication de Valeurs actuelles, « c’est la première fois dans l'histoire de la Ve République qu'un gouvernement s'attaque à la presse de manière aussi frontale »,. Le journal Minute avance que le décret est écrit en méconnaissance du droit de la presse et contiendrait plusieurs « vices de forme ».
Fleur Pellerin n'est pas reconduite dans ses fonctions lors du remaniement ministériel du 11 février 2016, contre l'avis de Manuel Valls dont elle est proche ,. Lors de sa passation de pouvoir avec Audrey Azoulay, elle exprime sa « reconnaissance et [sa] fidélité » envers le Premier ministre. On la retrouve quelques jours plus tard parmi les premiers signataires du manifeste du Printemps républicain.

## Carrière dans le privé
En 2016, après un avis favorable de la Haute autorité de la transparence de la vie publique, Fleur Pellerin crée un fonds d'investissement, Korelya Capital, destiné à accompagner les investissements coréens en France dans le domaine des nouvelles technologies et à financer les start-ups françaises en leur donnant accès aux marchés asiatiques. Le 25 juillet, elle démissionne de la Cour des comptes,, quittant ainsi la haute fonction publique : elle explique agir ainsi par « souci d'éthique » et ne pas vouloir faire payer à la collectivité « le prix de [sa] tranquillité »,,.
En 2018, elle est soupçonnée de prise illégale d'intérêts par la Haute Autorité pour la transparence de la vie publique. Un rapport spécial est publié le 19 décembre 2018. Le parquet national financier (PNF) décide, le 1er juillet 2021, de classer la procédure sans suite,.
En septembre 2016, elle effectue une levée de fonds de 100 millions d'euros auprès du groupe Naver, entreprise sud-coréenne d'informatique, pour financer les activités de Korelya Capital,. En novembre 2016, elle devient membre du bureau de France digitale. Toujours en novembre, son fonds Korelya Capital réalise un investissement au sein de Devialet, dont Fleur Pellerin devient membre du conseil d'administration . Le fonds Korelya vise notamment à investir dans des secteurs comme « l'intelligence artificielle, le Big Data, le Machine Learning, le Deep learning [et] l'Internet des objets ». Fleur Pellerin devient par ailleurs membre du conseil d'administration de KissKissBankBank.
En mars 2017, elle est nommée présidente du  Festival international des séries de Cannes.
Elle est membre du conseil d'administration des Eurockéennes de Belfort depuis juillet 2018.
En octobre 2019, Fleur Pellerin entre par cooptation au conseil d'administration du groupe Reworld Media, propriétaire de plusieurs titres de presse comme Auto plus ou Télé Star. Elle quitte cette fonction en février 2021. Elle siège également aux conseils d'administration de plusieurs autres entreprises parmi lesquelles Schneider Electric et KLM.
En janvier 2022, elle est nommée présidente du Comité de mission de Crédit Mutuel Alliance Fédérale, chargé de suivre la mise en œuvre des engagements sociétaux du Groupe bancaire, devenu entreprise à mission fin 2020.

## Divers
En 2015, Fleur Pellerin interprète la voix du personnage de Lémurienne Grimaud dans la série d'animation Silex and the City, de Jul.
La même année, le metteur en scène Thibaud Croisy crée une pièce inspirée de ses propres rêves érotiques autour de Fleur Pellerin, alors Ministre de la Culture et de la Communication. Intitulée 4 rêves non-censurés en présence de Fleur Pellerin, la pièce met en scène les « délires lubriques »  de Thibaud Croisy avec sa ministre de tutelle. Le spectacle a été créé au Théâtre de Gennevilliers puis présenté en tournée à Bordeaux, au Théâtre Paris-Villette et à l’hôtel de ville de Vanves. Fleur Pellerin ayant entretemps cessé d'être ministre, les dernières représentations étaient précédées d’une oraison funèbre intitulée Une Tombe, une Fleur.
Elle est membre du comité directeur de l'Institut Montaigne, un think tank libéral.
En 2024, elle apparait dans quelques scènes de la série La Maison diffusée sur la plate forme Apple TV+ en tant que Ministre de la culture.

## Distinctions et décorations

### Décorations officielles
- Chevalière de la Légion d'honneur (2022)[74]
- Chevalière de l'ordre national du Mérite (2017)[75]
- Commandeure de l'ordre des Arts et des Lettres (ex officio comme ministre de la Culture[76])
- Grand-croix de l'ordre du Mérite civil (Espagne, 23 mars 2015)[77]